# 布萊恩斯斯托爾 (特拉華州)
布萊恩斯斯托爾（英語：Bryans Shore）是位於美國特拉華州蘇塞克斯縣的一個非建制地區。該地的面積和人口皆未知。

## 地理
布萊恩斯斯托爾的座標為38°35′33″N 75°24′34″W / 38.59250°N 75.40944°W，而該地的平均海拔高度為16米（即52英尺）。